# Lovro Zvonarek
Lovro Zvonarek (Čakovec, 8 maggio 2005) è un calciatore croato, centrocampista del Grasshoppers in prestito dal Bayern Monaco e della nazionale Under-21 croata.

## Caratteristiche tecniche
Giocatore molto versatile, gioca prevalentemente da trequartista ma può essere impiegato anche in posizione più arretrata.

## Carriera

### Club
Zvonarek è cresciuto nel settore giovanile dello Slaven Belupo con cui ha debuttato il 12 maggio 2021 nell'incontro di Hrvatska nogometna liga perso 2-0 contro il Rijeka. Dieci giorni più tardi ha segnato il suo primo gol decedendo la sfida contro il Varaždin terminata 1-0. Il 10 settembre 2021 è stato acquistato a titolo definitivo dal Bayern Monaco, rimanendo però allo Slaven Belupo per tutta la stagione 2021-2022, dove ha ricevuto la fascia da capitano.
Arrivato in Germania, è stato assegnato alla seconda squadra dei bavaresi in Regionalliga. Il 27 gennaio 2024 ha debuttato con la prima squadra nell'incontro di Bundesliga vinto 3-2 contro l'Augusta.
Il 4 luglio 2024 passa in prestito allo Sturm Graz, vincendo un campionato austriaco (2024-2025).
Il 29 luglio 2025 passa in prestito al Grasshoppers.

### Nazionale
Ha giocato nelle nazionali giovanili croate Under-15, Under-16, Under-17, Under-18, Under-19, Under-21.

## Statistiche

### Presenze e reti nei club
Statistiche aggiornate al 20 aprile 2025.
| Stagione        | Squadra          | Campionato      | Campionato | Campionato | Coppe nazionali | Coppe nazionali | Coppe nazionali | Coppe continentali | Coppe continentali | Coppe continentali | Altre coppe | Altre coppe | Altre coppe | Totale | Totale |
| Stagione        | Squadra          | Comp            | Pres       | Reti       | Comp            | Pres            | Reti            | Comp               | Pres               | Reti               | Comp        | Pres        | Reti        | Pres   | Reti   |
| --------------- | ---------------- | --------------- | ---------- | ---------- | --------------- | --------------- | --------------- | ------------------ | ------------------ | ------------------ | ----------- | ----------- | ----------- | ------ | ------ |
| 2020-2021       | Slaven Belupo    | 1.HNL           | 2          | 1          | CC              | 0               | 0               | -                  | -                  | -                  | -           | -           | -           | 2      | 1      |
| 2021-2022       | Slaven Belupo    | 1.HNL           | 20         | 3          | CC              | 0               | 0               | -                  | -                  | -                  | -           | -           | -           | 20     | 3      |
| 2022-2023       | Bayern Monaco II | RL              | 17         | 4          | -               | -               | -               | -                  | -                  | -                  | -           | -           | -           | 17     | 4      |
| 2023-2024       | Bayern Monaco II | RL              | 22         | 8          | -               | -               | -               | -                  | -                  | -                  | -           | -           | -           | 22     | 8      |
| 2023-2024       | Bayern Monaco    | BL              | 5          | 1          | CG              | 0               | 0               | UCL                | 0                  | 0                  | SG          | 0           | 0           | 5      | 1      |
| 2024-2025       | Sturm Graz       | BL              | 13         | 1          | CA              | 3               | 1               | UCL                | 6                  | 0                  | -           | -           | -           | 22     | 2      |
| Totale carriera | Totale carriera  | Totale carriera | 79         | 18         |                 | 3               | 1               |                    | 6                  | 0                  |             | 0           | 0           | 88     | 19     |

## Palmarès

### Club

#### Competizioni nazionali
- Campionato austriaco: 1

Sturm Graz: 2024-2025